# 旧太田川

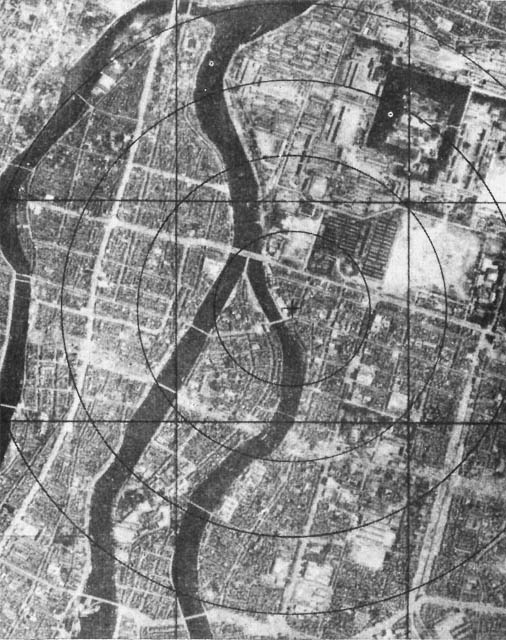
原爆投下前の市中央部。同心円の中心が爆心地。
中央の川が本川で、中央T字の橋が相生橋。
上部から左へ分流するのが天満川、中部から右に分流するのが元安川。

旧太田川（きゅうおおたがわ）は、太田川水系の分流で広島県広島市を流れる河川。太田川が形成する広島デルタの6河川のうちの1つで中央部を流れる。通称は本川（ほんかわ）。

## 地理
広島県広島市東区と西区の境界にある大芝水門で本流から分けられ南流。途中、京橋川、天満川、元安川を分流したのち、広島市中区江波と同区吉島の間まで流れ、広島湾に注ぐ。
また、広島城の堀の富栄養化対策として、広島市中央公園経由で広島城を一周し、再び広島市中央公園を経由するほりかわが、この川から分流後、再び合流している。

## 歴史
元々はこの川が太田川の本流だったが、1965年に開削された太田川放水路が本流とされたため、この川を旧太田川と呼ぶこととなった。現在も旧太田川を指して太田川という人が存在する。国土交通省の立てた流域の標識には、旧太田川の大きな文字と（通称本川）の小さな文字が書かれている。
本川の通称については、元安川分流点より下流の区間を元々は猫屋川（ねこやがわ）と称したが、明治20代頃に太田川の本流の意から本川と称するようになった。旧太田川の全区間の通称として用いられるようになったのは太田川放水路の開削後である。

## 分流
- 京橋川
  - 猿猴川（京橋川から分流）
- 天満川
- 元安川

## 流域の自治体
広島県
広島市東区、西区、中区

## 橋梁および河川施設
上流より記載。
| 施設名              | 種類           | 路線名                                           | 備考                    | 備考 | 備考 | 備考 | 備考 |  |
| 施設名              | 種類           | 路線名                                           |                         | 1    | 2    | 3    | 4    |  |
| ------------------- | -------------- | ------------------------------------------------ | ----------------------- | ---- | ---- | ---- | ---- |  |
| 大芝水門 （大芝橋） | 堰と鋼橋の併用 | 広島市道東4区191号線                             | 水門は祇園水門と連動    |      |      |      | ○    |  |
| 北大橋              | PC橋           | 広島市道御幸橋三篠線                             |                         |      |      |      | ○    |  |
|                     |                | JR山陽新幹線                                     |                         |      |      |      | ○    |  |
|                     |                | JR山陽本線                                       |                         | ○    |      |      | ○    |  |
| 三篠橋              | 鋼橋           | 広島県道84号東海田広島線 （城北通り）            |                         | ○    |      |      | ○    |  |
| 空鞘橋              | 鋼橋           | 広島市道中広宇品線 （城南通り）                  |                         |      |      |      | ○    |  |
| 相生橋              | 鋼橋           | 国道183号（相生通り）および 広島電鉄本線との併用 | 元安川の分流点          | ○    |      |      | ○    |  |
| 本川橋              | 鋼橋           | 広島市道中2区2号線                               | 旧「猫屋橋」 旧西国街道 | ○    | ☓    |      | ○    |  |
| 西平和大橋          | 鋼橋           | 広島市道比治山庚午線 （平和大通り）              | 旧「新大橋」            | ○    |      | ☓    | ○    |  |
| 中島神崎橋          | 鋼橋           | 広島市道中2区20号線                              |                         |      |      |      | ○    |  |
| 新住吉橋            | 鋼橋           | 国道2号（新広島バイパス）                        |                         |      |      |      | ○    |  |
| 住吉橋              | 鋼橋           | 広島市道中2区42号線                              | 旧国道2号               | ○    |      | ☓    | ○    |  |
| 舟入橋              | 鋼橋           | 広島市道吉島観音線                               |                         |      |      |      | ○    |  |
| 吉島橋              | 鋼橋           | 広島市道霞庚午線                                 |                         |      |      |      | ○    |  |
| 江波大橋            |                | 広島高速3号線 （広島南道路）                     | 建設中                  |      |      |      |      |  |

- 備考欄について
  - 1：戦前からある橋に○
  - 2：1945年8月6日広島市への原子爆弾投下により落橋あるいは不通となったものに☓
  - 3：1945年9月枕崎台風あるいは同年10月阿久根台風により落橋したものに☓
  - 4：戦後に架橋あるいは再架橋したものに○